# Cianómetro

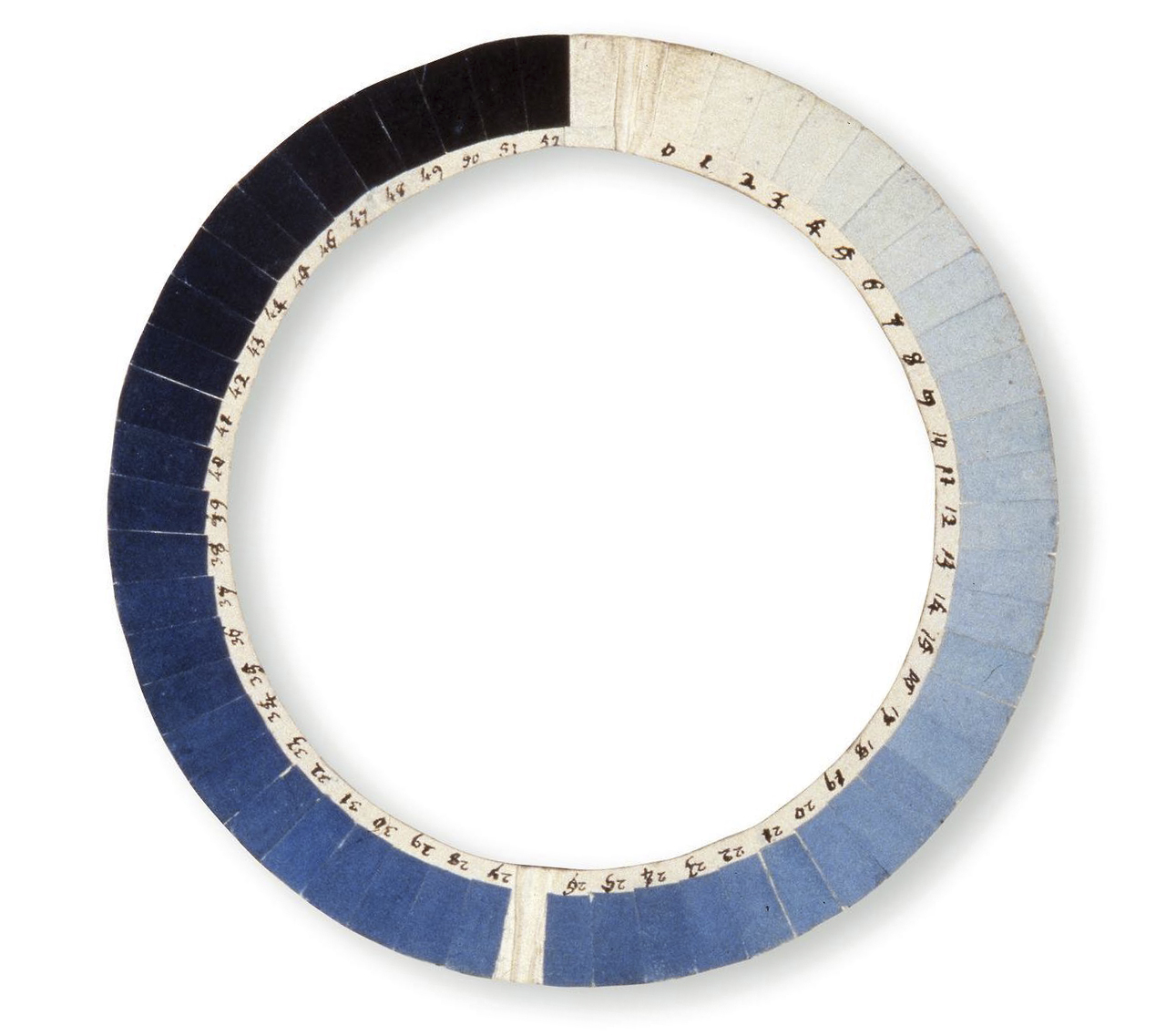
Un cianómetro de Horace-Bénédict de Saussure (de la colección del Musée d'histoire des sciences de la Ville de Genève)

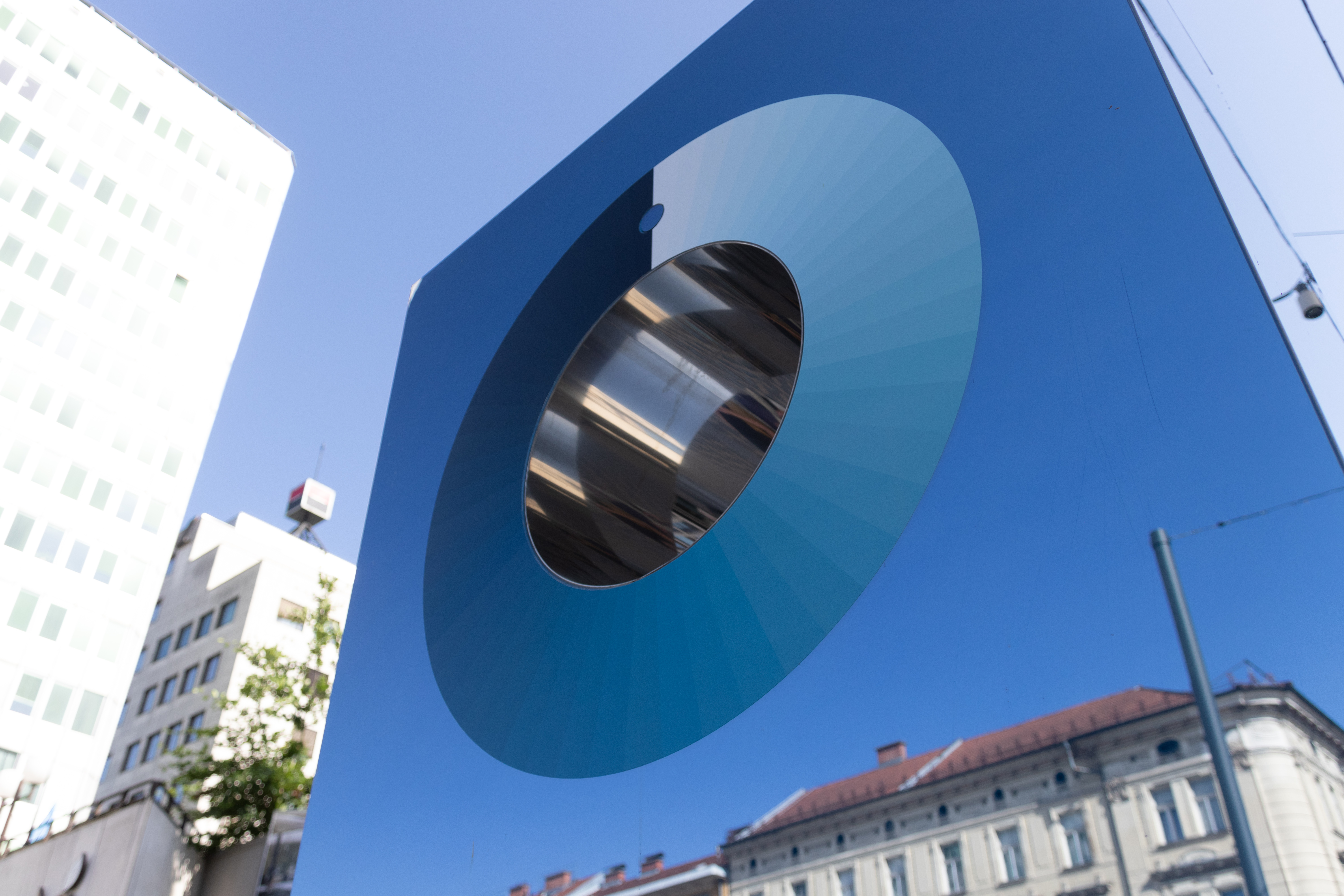
Una obra de arte en Liubliana, Eslovenia, inspirada en un cianómetro.

Un cianómetro (de cyan y -metro) es un dispositivo diseñado para medir la intensidad de la azulidad del cielo. Se le atribuye a Horace-Bénédict de Saussure y Alexander von Humboldt. El instrumento está compuesto por una serie de cuadrados de papel, teñidos en diferentes tonos de azul y organizados en forma circular o cuadrada, que se utilizan para comparar visualmente el color del cielo.

## Historia

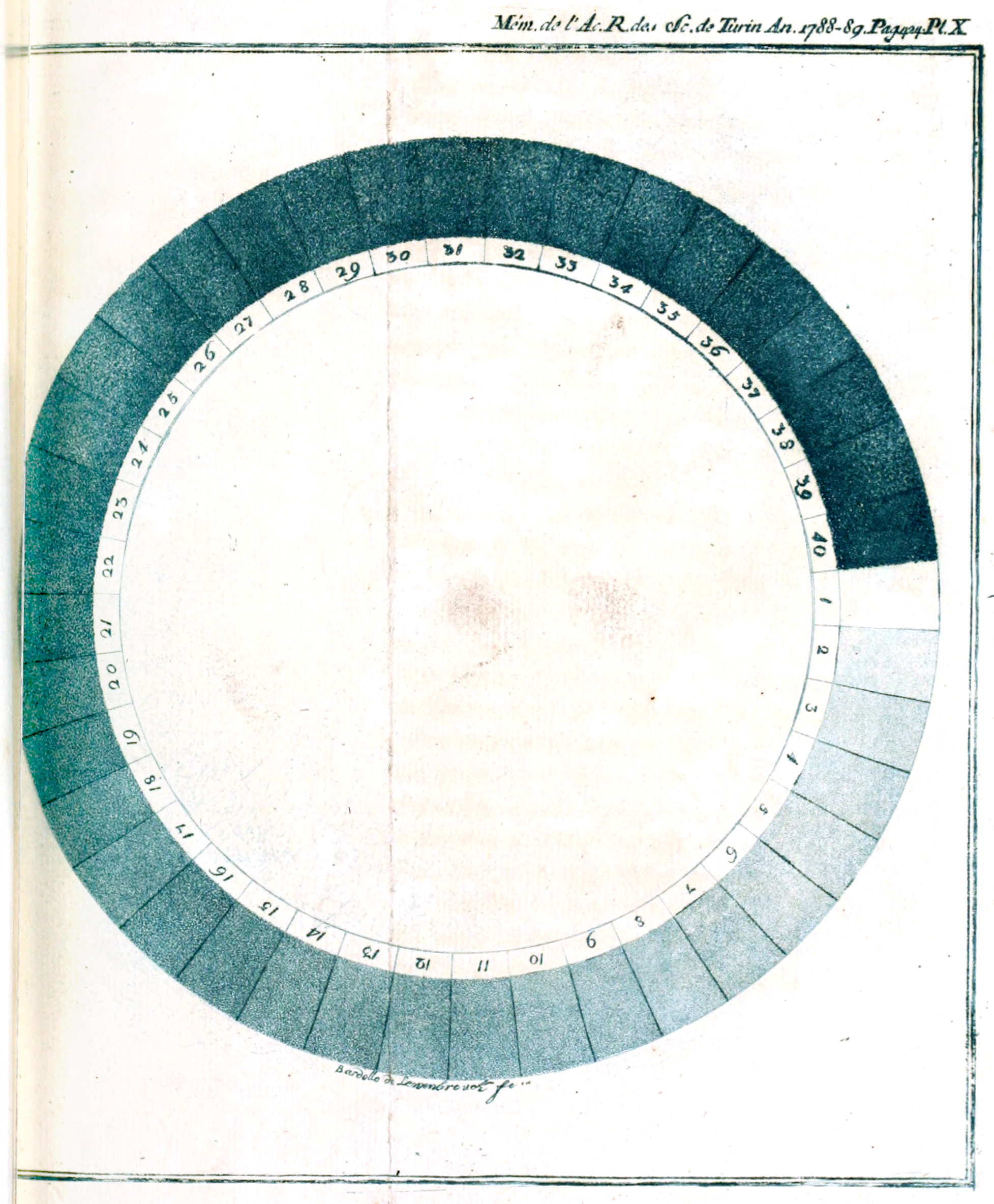
Grabado del cianómetro de Saussure, con fines meramente ilustrativos, publicado en las Mémoires de l'Academie Royale des Sciences (1790)

A Horace-Bénédict de Saussure, físico y alpinista suizo, se le atribuye la creación del cianómetro en la década de 1760.Este dispositivo estaba compuesto por secciones numeradas y coloreadas que abarcaban desde el blanco hasta tonos progresivamente más oscuros de azul, utilizando azul de Prusia como pigmento y dispuestas en forma de círculo.Los cianómetros se elaboraban manualmente, siguiendo una fórmula específica para la concentración de acuarela en cada sección, y se distribuían entre amigos y colegas naturalistas para ampliar el registro de observaciones.En un artículo publicado en 1790, Saussure incluyó una ilustración de una rueda con 40 tonos, pero aclaró que esta era solo una representación simplificada para los lectores, ya que su cianómetro real contaba con 53 grados, desde el blanco (0) hasta el negro (52).
De Saussure sostenía que el color del cielo estaba relacionado con la cantidad de partículas en suspensión en la atmósfera,y creía que estas partículas tenían un tono azul opaco, aproximadamente de 34 grados en su escala. Si esta hipótesis fuera correcta, el cianómetro podría utilizarse para estimar la concentración de estas partículas midiendo la intensidad del color azul del cielo.

El cianómetro fue diseñado para ser utilizado al aire libre, sosteniéndolo hacia el cielo y comparando visualmente los tonos del instrumento con el color del cielo.Además, con el objetivo de estandarizar las mediciones, de Saussure propuso ciertas pautas para hacer las observaciones, como las siguientes:
[(...) si uno hiciese una observación desde una ventana o una puerta, los colores sólo estarían iluminados por la luz que viene del interior de la casa, y así aparecerían más oscuros que en campo abierto donde están iluminados por gran parte del cielo.]

— De Saussure (1790)
De Saussure utilizó el dispositivo para medir el color del cielo en Ginebra, Chamonix y el Mont Blanc (Col du Géant):
| Hours        | 4 am | 6 am | 8 am | 10 am | Noon | 2 pm | 4 pm | 6 pm | 8 pm | Promedio |
| ------------ | ---- | ---- | ---- | ----- | ---- | ---- | ---- | ---- | ---- | -------- |
| Col du Géant | 15.6 | 27.0 | 29.2 | 31.0  | 31.0 | 30.6 | 24.0 | 18.7 | 5.5  | 23.6     |
| Chamonix     | 14.7 | 15.1 | 17.2 | 18.1  | 18.9 | 19.9 | 19.9 | 19.8 | 16.4 | 17.8     |
| Ginebra      | —    | 14.7 | 21.0 | 22.6  | 22.5 | 20.6 | 20.4 | 16.3 | —    | 19.7     |

| Horas        | 4 am | 6 am | 8 am | 10 am | Noon | 2 pm | 4 pm | 6 pm | 8 pm | Promedio |
| ------------ | ---- | ---- | ---- | ----- | ---- | ---- | ---- | ---- | ---- | -------- |
| Col du Géant | 4.7  | 7.5  | 8.4  | 9.7   | 11.5 | 7.6  | 5.5  | 4.7  | 0.0  | 6.6      |
| Chamonix     | 5.5  | 7.0  | 8.3  | 8.6   | 9.1  | 9.3  | 8.8  | 8.4  | 5.0  | 7.8      |

Alexander von Humboldt (1769-1859) utilizó ampliamente el cianómetro en sus expediciones. Durante su travesía por el Atlántico, registró un valor de 23,5 grados al mediodía; en la cima del Teide, alcanzó un récord de 41 grados; y el 23 de junio de 1802, mientras escalaba el Chimborazo, estableció tanto el récord de la mayor altitud jamás alcanzada por un humano como el de la mayor oscuridad del cielo observada, midiendo 46 grados con su cianómetro.
En su poema satírico Don Juan (Canto IV, 112), Lord Byron hace una referencia irónica al cianómetro como una herramienta para medir el "azul" de las damas intelectuales, atribuyendo su invención a Humboldt.

## Teoría
El color azul del cielo se debe a la dispersión de Rayleigh causada principalmente por las moléculas de nitrógeno y oxígeno en la atmósfera, que está compuesta en un 78 % de nitrógeno y un 21 % de oxígeno. El vapor de agua varía entre el 0 % y el 5 %.
Al observar el horizonte a través de un aire limpio, la luz solar, que contiene todas las longitudes de onda (colores), suele dispersarse por partículas esféricas suspendidas en el aire, un fenómeno conocido como difusión de Mie. En un cielo sin contaminación, estas partículas esféricas consisten principalmente en agua líquida condensada sobre granos de polvo atmosférico natural. Esto se conoce como "neblina húmeda". Así, bajo condiciones despejadas y sin contaminación, la neblina húmeda aporta luz blanca del sol que se mezcla con la luz azul dispersada por Rayleigh. Cuando hay más neblina húmeda en la dirección del observador, el cielo aparece azul más brillante y menos intenso.
Cuando se observa el horizonte, la mirada atraviesa hasta 40 veces más cantidad de atmósfera en comparación con mirar hacia el cenit. Esto provoca una dispersión de Mie más significativa en las regiones del cielo cercanas al horizonte. Sin embargo, si hay poca neblina húmeda en la línea de visión, el cielo aparece de un azul más profundo, algo que es más notorio al observar hacia arriba o en altitudes más elevadas.